# دده‌کیلیجی (گوله)
دده‌کیلیجی (به ترکی استانبولی: Dedekılıcı) یک منطقهٔ مسکونی در ترکیه است که در گوله (شهر) واقع شده‌است.